# Amirautés de Bretagne
Le terme d'amirauté de Bretagne désigne successivement la juridiction de l'amiral de Bretagne puis, plus tardivement, les amirautés en Bretagne.

## Amiral de Bretagne
La fonction d'amiral de Bretagne a existé dès l'époque du duché de Bretagne.
Le poste a été maintenu après l'union de la Bretagne à la France, l'amiral de Bretagne restant distinct de l'amiral de France. Une tentative de fusion des deux charges en 1544 a échoué.
La charge d'amiral fut supprimée en 1627 lorsque Richelieu devint grand-maître de la navigation. Louis XIV a rétabli le poste d’amiral de France en 1669. La fonction d'amiral de Bretagne reste théoriquement distincte jusqu'à la Révolution.

## Amirautés en Bretagne
Comme dans tout le royaume de France sous l'Ancien Régime, les amirautés étaient en Bretagne les juridictions en principe spécialisées dans les questions maritimes avec une compétence autant judiciaire que d'administration et police générales.
En Bretagne, des tentatives d'érection d'amirautés relevant de l'amirauté de France tel que l'édit de 1640 ont été mises en échec par les bretons soucieux de leurs droits et seuls les édits d'avril et juin 1691 furent suivis d'effets.
De cette constante opposition, il résulta que les juges des amirautés ne dépendirent pas de l'amiral de France mais de l'ordre judiciaire de la province : l'appel de leurs sentences devait être porté devant le parlement de Bretagne.
Comme les autres juridictions du royaume, mais à un degré plus marqué encore, l'importance d'une amirauté était étroitement liée à l'activité maritime de son littoral. Ainsi, la prospérité des ports de Saint-Malo et Nantes induisirent-ils une importante activité dans les amirautés correspondantes, alors que de leur côté leurs sœurs de l'ouest trouvaient des motifs exceptionnels d'intervention dans les naufrages fréquents sur leurs côtes dangereuses et exposées aux tempêtes.
Quand la compétence passa des juges ordinaires aux officiers des amirautés, le cumul étant toléré, plus d'un acheta l'office dont il assumait déjà au moins en partie la charge : une expérience minimale fut ainsi transférée à peu de frais.
Les questions de fond n'étaient pas aussi différentes qu'on pourrait le penser, de celles qui étaient réglées dans les autres juridictions : par exemple, la « levée du cadavre » trouvé sur la grève suivait les mêmes règles qu'il s'agisse d'un noyé, de la victime d'une rixe ou d'une agression partout ailleurs. Une fois admises certaines formalités ou clauses propres aux ports ou aux contrats maritimes, les juges n'avaient pas à développer une compétence technique exceptionnelle. Ils disposaient pour les affaires plus spécialement maritimes comme la baraterie de patron (négligences quant au fret plus ou moins volontaires) ou le pillage d'épaves, des dispositions réglées par l'ordonnance de la marine de 1681. En définitive, sans parler des nombreuses affaires qui n'avaient aucune relation directe à la mer, il n'y avait pas d'affaire civile ou pénale qui ne pouvait se ramener à des situations classiques depuis longtemps juridiquement circonscrites.
Cette relativisation du caractère spécifique des amirautés contribuait à motiver pour partie l'opposition des États de Bretagne, les juges ordinaires s'acquittant « parfaitement » de la tâche.

### Juridiction des amirautés
Selon les textes, le personnel d'une amirauté était composé d'un lieutenant-général, un lieutenant particulier, quatre conseillers, un procureur du roi, un avocat du roi, un greffier, trois interprètes, deux huissiers, deux sergents.
Le revenu des offices des amirautés étant très dépendant de l'importance du port principal, certains restaient sans acquéreur dans les petites et moyennes amirautés, en particulier le lieutenant-particulier subordonné du lieutenant-général et les conseillers qui ne disposaient ni des gratifications symboliques ni des compétences lucratives. Malgré sa protestation, la « corporation » souffrait d'une estime moindre de la part des autres officiers de judicature, les amirautés étant considérées comme des juridictions d'exception. Par contre, la législation leur étant favorable en matière de cumul d'offices, il ne se privaient de cette espèce de privilège.
« Les juges d'amirauté connaissaient tout ce qui concernait la construction, l'équipement, l'avitaillement, la vente, la propriété des navires, les chartes-parties, les affrètements, les connaissements, les assurances, les obligations à la grosse aventure de la mer, les prises, l'armement et la liquidation des corsaires, la conservation des droits d'amirauté du Gouverneur de Bretagne, la police des ports et des pêcheries, la pêche en mer ou dans les estuaires, la récolte du varech, la levée des cadavres de noyés, le sauvetage des navires échoués (à l'exception des bâtiments royaux), la vente des cargaisons et des épaves, le service de la garde-côtes, la réception des capitaines et maîtres, des charpentiers et cordier de navires, des chirurgiens et apothicaires d'amirauté, des professeurs d'hydrographie, etc. »

### Amirautés en Bretagne
Sept amirautés furent effectivement créées par l'édit de 1691, celle de Vannes se délita dans les années 1780 pour permettre la création de l'amirauté de Lorient, de brève durée.
1. Amirauté de Brest : de l'embouchure de l'Élorn (fleuve côtier remontant à Landerneau) de la rive gauche de la rivière de Morlaix, archives détruites par le bombardement de Brest le 24 juillet 1941.
2. Amirauté de Hennebont : antérieure à 1691, très éphémère.
3. Amirauté de Lorient : entre la Laïta et l'Étel.
4. Amirauté de Morlaix : de la rive droite de la rivière de Morlaix à la rive gauche du Trieux.
5. Amirauté de Nantes : de la rive gauche de la Vilaine jusqu'à l'embouchure du Falleron (frontière sud du duché).
6. Amirauté de Quimper : de la rive gauche de l'Élorn à la rive droite de la Laïta (rivière de Quimperlé).
7. Amirauté de Saint-Brieuc : de la rive droite du Trieux à la rive gauche de l'Arguenon, (seulement quelques archives).
8. Amirauté de Saint-Malo : entre le Couesnon à l'est et l'Arguenon à l'ouest.
9. Amirauté de Vannes : de la rive gauche de la Laïta jusqu'à la rive droite de la Vilaine.

Variantes :
- Amirauté de Cornouaille, en fait l'amirauté de Quimper.
- Amirauté de Léon, en fait l'amirauté de Brest.
- Amirauté de Rennes, siège général créé en 1691, entité administrative.
- Amirauté de Tréguier, en fait l'amirauté de Morlaix.

Par diverses circonstances, les archives de Basse-Bretagne ne nous sont que très partiellement parvenues. Les fonds importants sont dans l'ordre décroissant, ceux de l'amirauté de Saint-Malo, de Nantes, de Vannes, de Saint-Brieuc.

#### Amirauté de Saint Malo
Le ressort de cette juridiction s'étendait entre le Couesnon à l'est et l'Arguenon à l'ouest.
En plus des agents présents à Saint-Malo, des commis-greffiers étaient affectés aux ports les plus éloignés :
- Saint-Georges-de-Gréhaigne, port du Pas au Bœuf ; Le Vivier ; Cancale ; Saint-Briac-sur-Mer
- Saint-Jacut-de-la-Mer et Le Guildo probablement.

Le fonds des archives de l'amirauté de Saint-Malo est conservé aux archives départementales d'Ille-et-Vilaine, sous-série 9 B. C'est le fond de ce type le plus important de Bretagne et il compte parmi les plus riches de France.
Quand la part des affaires liées au commerce et à la navigation loin des côtes bretonnes n'atteignait pas le quart du volume pour les autres amirautés (en fait les quatre aux fonds de conséquence), elle n'était pas loin d'en représenter la moitié pour l'amirauté de Saint-Malo.

## Histoire

### Résistance de la province
Naturellement, les États et le parlement de Bretagne s'appuyaient sur les privilèges de la province pour refuser l'établissement de juridictions qui auraient contrevenu aux principes généraux de la justice concernant les bretons. La justice devait être rendue au nom du roi, garant du respect de ces privilèges : c'est donc à son représentant dans la province que revenait cette autorité, c'est-à-dire au gouverneur et non à un officier tel que l'amiral de France. En pratique, la compétence des amirautés était assumée par les juges ordinaires du littoral et ceci sans difficulté particulière. Les diverses tentatives d'établissement furent aisément annihilées jusqu'à ce que la défaillance de la puissance du gouverneur et la vigueur de l'absolutisme du règne de Louis XIV forcent l'acceptation de ce remaniement de la structure judiciaire.
Détail des tentatives :
- Lettres patentes du 15 avril 1544 unissant l'amirauté de Bretagne à l'amirauté de France : non enregistrées, la compétence reste au gouverneur.
- Édit de Fontainebleau d'avril 1554 étendant le ressort de l'amirauté de France à la Bretagne en créant un siège général à Rennes et sept sièges particuliers à Brest, Morlaix, Nantes, Quimper, Saint-Brieuc, Saint-Malo, Vannes : enregistré par le parlement le 23 avril 1555, sans suite.
- Lettres patentes du 23 juin 1582 établissant une Table de marbre en Bretagne : opposition du gouverneur (le duc de Mercœur) etc, remontrances et lettres de jussion.
- Déclaration du 17 août 1588 confirmant la compétence du duc de Mercœur
- Richelieu obtient la suppression de l'office d'amiral de France par l'édit de janvier 1627 pour des motifs financiers, il est remplacé par celle de Grand-maître de la navigation, contestée par le parlement.
- Édit du 24 novembre 1640, dans la ligne de l'édit de 1554 (sauf Lannion à la place de Brest : enregistré avec protestations, sans conséquences…
- À partir de Richelieu, le gouverneur de la Bretagne sera toujours l'amiral de France. Cette charge devenue honorifique et mal considérée par la volonté uniformisatrice de la monarchie, elle sera confiée à des enfants naturels de Louis XIV. Le peu d'autorité de l'amiral privera ainsi la fonction de gouverneur de Bretagne de la puissance (ne serait-ce que symbolique) qu'il avait et dont le duc de Chaulnes fut le dernier représentant jusqu'à sa disgrâce en 1689.
- Déclaration royale du 24 novembre 1644 admettant les privilèges de la province en cette matière.
- Lettres patentes du 4 juillet 1646, nouvelle réunion de l'amirauté de Bretagne à l'amirauté de France : remontrances et lettres de jussion, Anne d'Autriche cède en devenant gouverneur de la province (démission en 1650).
- 1672 à 1689 : le duc de Chaulnes est gouverneur de Bretagne ; statu quo provisoire.
- Lettres patentes de novembre 1684 (Fontainebleau), variante très légèrement adaptée (en dehors d'omissions) de l'ordonnance de la marine de 1681 qui ne s'appliquait pas à la Bretagne. (Port de Brest pourtant sous l'administration de l'amiral de France).

Disposant maintenant d'un véritable code spécialisé valable dans une grande partie du territoire, la monarchie devait en confier l'application à une seule espèce de juridiction et bousculer le particularisme breton.

### Victoire de la centralisation
En 1691, concrètement privés de l'appui du gouverneur en même temps que gênés des nouvelles prérogatives du premier intendant de Bretagne, le parlement et les États doivent s'incliner comme ils le font pour bien des questions dans cette période de montée en puissance de l'absolutisme centralisateur.
L'édit de création et ses suites :
- Édit d'avril 1691 créant des charges d'amirauté, un siège général à Rennes et huit sièges particuliers à Brest, Dol, Nantes, Quimper, Saint-Brieuc, Saint-Malo, Tréguier, Vannes.
- Édit de juin 1691 rectifiant le précédent : sept sièges particuliers à Brest, Morlaix, Nantes, Quimper, Saint-Brieuc, Saint-Malo, Vannes ; mais les appels seront portés devant le parlement (et non devant la Table de Marbre supprimée officiellement par l'édit de mai 1711) ; transfert des compétences des juges ordinaires vers les officiers de l'amirauté ; précisions sur le ressort de chaque amirauté.
- Lettres patentes du 12 avril 1782 ordonnent le transfert partiel de l'amirauté de Vannes à Lorient pour la commodité des négociants de ce port.
- Lettres patentes du 11 janvier 1783 et du 2 décembre 1786 établissent une amirauté à Lorient, entre la Laïta et l'Étel.
- Décret des 6, 7 et 11 septembre 1790, réformant l'organisation de la justice ; dont article 8, transfert des compétences commerciales vers les tribunaux de commerce.
- Loi des 9-13 août 1791, répartition des attributions entre les tribunaux de district et l'inspection maritime.

#### Ouvrages de référence
- Gérard Le Bouëdec (dir.), L'amirauté en Bretagne des origines à la fin du XVIIIe siècle : Présentation de la thèse de Joachim Darsel « L'amirauté en Bretagne des origines à la Révolution », Rennes, Presses universitaires de Rennes, 2012, 488 p. (ISBN 978-2-7535-1854-4)Publication, actualisation et compléments de la thèse de Joachim Darsel soutenue en 1954.
- Joachim Darsel, « L'amirauté de Cornouaille », Mémoires de la Société historique et archéologique de Bretagne, t. XLII,‎ 1967, p. 5-23.
- Joachim Darsel, « L'amirauté de Léon (1691-1792) », Bulletin de la Société archéologique du Finistère, t. CIII,‎ 1975, p. 127-162.
- Joachim Darsel, « L'amirauté de Saint-Brieuc », Mémoires de la Société d'émulation des Côtes-d'Armor, t. CII,‎ 1975, p. 63-88.
- Samuel Le Goff, « L' Amirauté de Vannes (1691-1792) », Bulletin et mémoires de la Société polymathique du Morbihan, no 125,‎ 1999, p. 122-135.
- Frédéric Davansant, Justice et criminalité maritime au dernier siècle de l'Ancien Régime : La jurisprudence pénale des sièges d'amirauté établis en Bretagne (1679-1791) (thèse de droit), Rennes, Centre de l'histoire du droit de l'Université de Rennes I, 2003.

#### Ouvrages anciens
- E. du Crest de Villeneuve, Essai historique sur la défense des privilèges de la Bretagne concernant l'Amirauté depuis son union à la France jusqu'à l'ordonnance de 1681, Bulletin de l'Association bretonne, t. XVI, Saint-Brieuc, 1898, 34 p.lire en ligne sur Gallica
- Nouveau commentaire sur l'ordonnance de la marine du mois d'août 1681, par René-Josué Valin, La Rochelle, 1766 Vol. 1, Vol. 2 disponibles sur Internet Archive